# Kasteel van Rapetour
Het Kasteel van Rapetour (Frans: Château de Rapetour) is een kasteel in de Franse gemeente Theizé.